# Kaitum (rivier)
De Kaitum, Zweeds: Kaitumälven, is een rivier in Zweden, die ontspringt binnen de gemeente Gällivare in de provincie Norrbottens län.
De rivier ontstaat aan de voet van de bergtoppen rondom de 1342 meter hoge Kaitumtjåkka in het grensgebied tussen Noorwegen en Zweden. Eerst is er sprake van een beek, de Kaitumjåkkå, die na zo’n 20 km het Kaitummeer instroomt en aan de andere kant bij de nederzetting Tjuonajakk verder de Kaitum ingaat. De rivier slingert door een uitgestrekt moeras en vormt de scheiding tussen twee natuurreservaten: het Kaitum natuurreservaat en het Sjaunja Natuurreservaat. Het eerste permanent bewoonde dorp langs de Kaitum komt pas na zo’n 40 km na het ontstaan en heet ook Kaitum, even verderop gevolgd door Killingi. Het zijn de enige twee dorpen langs de rivier. Vlak voor Lappeasuanto stroomt de rivier de Kalixälven in. Er is op de Kaitum geen beroepsvaart mogelijk, omdat de rivier te ondiep is en te vaak geheel is bevroren. Behalve de muggen is het langs de rivier voor sportvissen een paradijs.
Het is vanaf de bron van de Kaitumjåkkå door de Kaitum en de Kalixälven tot aan de Botnische Golf even ver als dat de Kalixälven lang is.
Kaitumjåkkå → Kaitummeer → Kaitum → Kalixälven → Botnische Golf

## Websites
- Killingi village near Kaitum river - one of the last unexploited rivers in Europe. website met foto’s van het gebied